# Ephippitythoidea
Ephippitythoidea is een geslacht van rechtvleugeligen uit de familie sabelsprinkhanen (Tettigoniidae). De wetenschappelijke naam van dit geslacht is voor het eerst geldig gepubliceerd in 1892 door Johann Gottlieb Otto Tepper.

## Soorten
Het geslacht Ephippitythoidea  is monotypisch en omvat slechts de volgende soort:
- Ephippitythoidea sparsa (Tepper, 1892)